# Napoleonské Španělsko
Španělské království bylo v krátkém období let 1808–1813 klientelistickým státem Francie s částečnou vojenskou okupací Francouzi a dosazeným Napoleonovým bratrem Josefem Bonapartem na španělský trůn, je proto běžně označováno jako Bonapartské nebo Napoleonské Španělsko. Odpor vůči vnucené francouzské nadvládě ale vedl k válce za nezávislost, která přivedla na trůn již jednou svrženého Ferdinanda VII.

## Historie

### Abdikace Ferdinanda VII. a Karla IV.
V roce 1807 Ferdinand VII., syn Karla IV., požádal Napoleona o pomoc proti prvnímu ministru Manuelu Godoyovi a francouzská armáda vtrhla do Španělska. Když se to Karel dozvěděl, uprchl s manželkou Marií Luisou i jejím milencem Godoyem do Aranjuezu. Tam však vypuklo lidové povstání, král byl zajat a donucen nechat lidem nenáviděného Godoye zatknout. 18. března roku 1808 byl jeho syn Ferdinand VII. prohlášen španělským králem, ale už v květnu ho Francouzi donutili abdikovat a jeho otec Karel musel abdikovat dokonce opakovaně – tentokrát ale ve prospěch Napoleona, jenž španělský trůn předal svému bratru Josefu Bonapartovi. 
Rada Kastilie, hlavní orgán centrální vlády ve Španělsku za Karla IV., se nyní nacházela pod kontrolou Napoleona. Kvůli všeobecnému odporu vůči francouzské nadvládě však rychle ztratila autoritu mimo oblasti, které byly přímo okupovány Francouzi. Aby se postavili proti této okupaci, znovu se v některých částech Španělska objevily dřívější regionální vládní instituce, jako byly aragonské kortesy a Rada Asturského knížectví; jinde vznikaly juntas (rady), které měly vyplnit mocenské vakuum a vést boj proti francouzským imperiálním silám. Provincie začaly koordinovat své akce a byly zformovány regionální junty, které měly dohlížet na ty provinční. Nakonec byla dne 25. září 1808 v Aranjuezu zřízena jediná Nejvyšší centrální junta, která měla sloužit jako prozatímní vláda odporu pro celé Španělsko.
Vnucená francouzská nadvláda vyvolala odpor v podobě války za nezávislost, která nakonec znovu přivedla na trůn Ferdinanda VII.

### Válka za nezávislost

Poprava povstalců v Madridu 3. května 1808, obraz od Francisca Goyi.

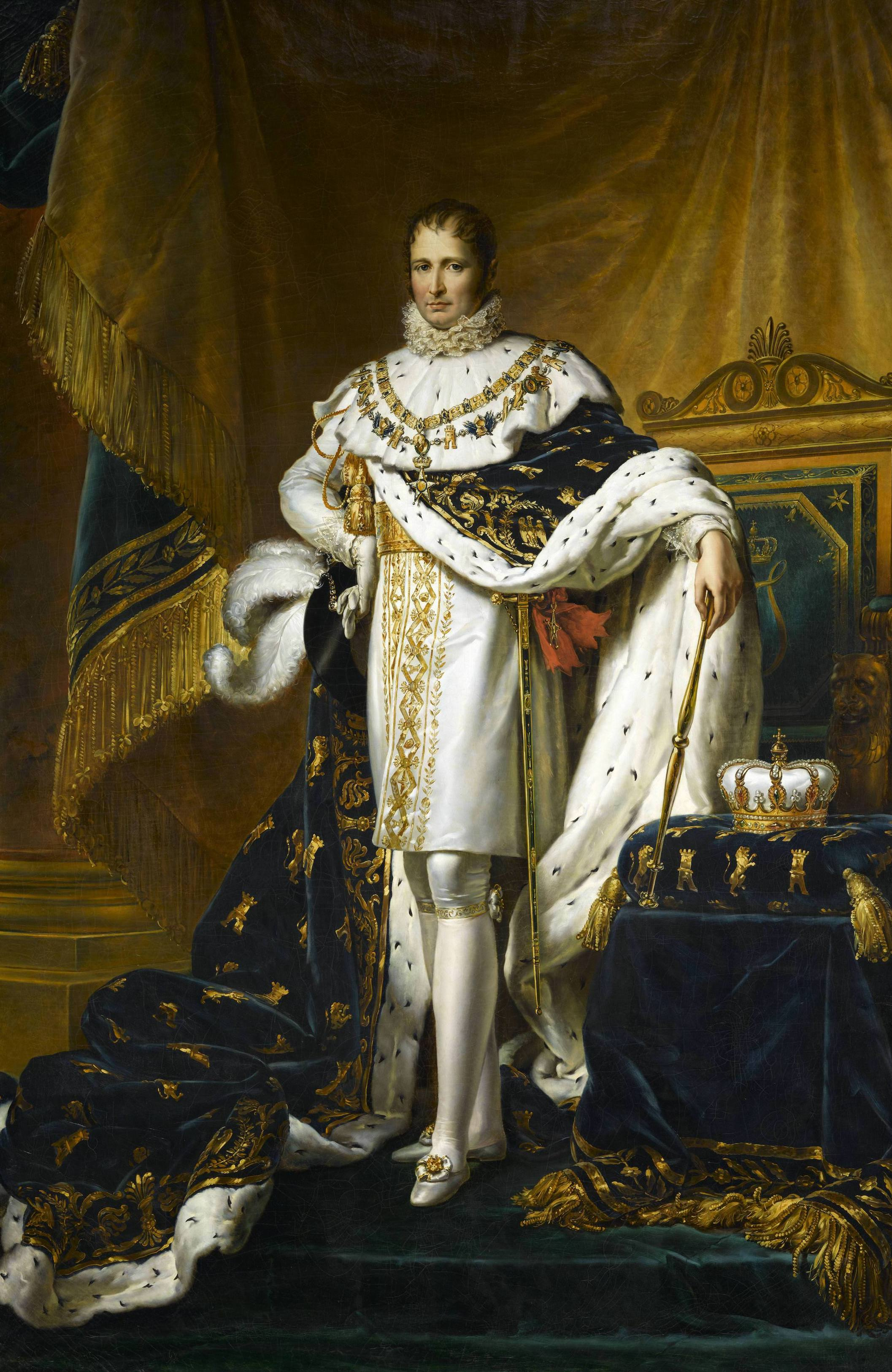
Josef Bonaparte kolem roku 1808, autor portrétu François Gérard

Napoleonův bratr Josef Bonaparte byl prohlášen králem Španělska a v červenci 1808 dorazil do Madridu. Španělský národ se ale touto novou, z ciziny dosazenou vládou cítil ponížen. Již před Josefovým příchodem se proti Francouzům rozhořelo celonárodní povstání. Velení vzbouřenců se sice dopustilo některých chyb, nicméně jeho výzvou ke gerilové válce v prosinci 1808 nastal v bojích zásadní zvrat. Útoky guerrilleros vyčerpávaly francouzské okupanty a znemožňovaly jim využít jejich vítězství v otevřených bitvách.
K podpoře povstalců přispěla tažení Britů do Španělska vedených Arthurem Wellesleyem, pozdějším vévodou z Wellingtonu, třebaže Britové byli vždy po určitých dílčích úspěších přinuceni Francouzi k ústupu do Portugalska. V lednu 1810 pronikla francouzská vojska do Andalusie a v srpnu vpadlo 80 000 Francouzů do Portugalska s cílem vyhnat Brity. Porážka povstalců se zdála být neodvratnou, zvláště když se vyšší a majetnější vrstvy obyvatelstva začaly přidávat na stranu bonapartistického krále. Do Cádizu byly svolány cortesy, jež v roce 1812 vypracovaly první moderní, liberální ústavu Španělska. Ta počítala se vznikem konstituční monarchie, v níž by zákonodárná pravomoc náležela cortesům a kromě jiného rušila inkvizici. V Portugalsku se zatím Wellesley úspěšně ubránil francouzským útokům, jejichž dlouhé zásobovací linie byly napadány španělskými povstalci. V lednu 1812 zahájil nové tažení do Španělska a v srpnu vtáhl do Madridu. Pod tlakem francouzských vojsk byl znovu přinucen k ústupu do Portugalska, avšak katastrofa Napoleonova vojska v Rusku měla zásadní dopad na vývoj války na Pyrenejském poloostrově. V červenci 1813 byli Francouzi definitivně poraženi a před vytrvale postupujícím Wellesleyem se stáhli zpět za Pyreneje.